# Principado de Minsk

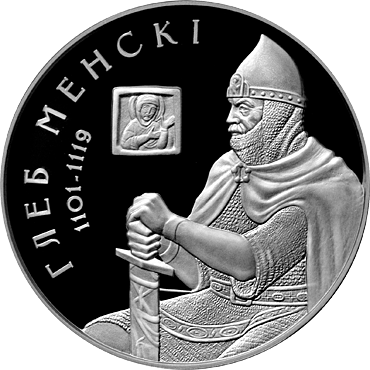
Moneda conmemorativa dedicada al príncipe Gleb Vseslavich. Banco Nacional de Bielorrusia (2007)

El Principado de Minsk (en bielorruso: Менскае княства, Mienskaje kniastva) fue un principado infantado del Principado de Pólatsk y centrado en la ciudad de Minsk (hoy capital de Bielorrusia). Existió desde su fundación en 1101 hasta su anexión por parte del Gran Ducado de Lituania en 1242, y continuó como vasallo de este hasta 1326.

## Geografía
El principado originalmente ocupó territorios alrededor de las cuencas de los ríos Drut, Svislach y Berezina. Además de la ciudad capital de Minsk, otros centros de población en el principado incluyen Borísov, Lahojsk, Zaslawye, Orsha y la histórica ciudad de Drutsk.

## Historia
El área alrededor de Minsk fue controlada por el principado de Pólatsk a partir del siglo X. Tras la muerte de Vseslav de Pólotsk en 1101, Pólatsk se dividió en seis principados más pequeños, cada uno para ser heredado por uno de sus seis hijos sobrevivientes. El segundo hijo de Vseslav, Gleb Vseslávich, heredó las tierras que rodean Minsk y comenzó la rama de Minsk de los príncipes de Pólatsk.
Casi inmediatamente después de la muerte de su padre, Gleb Vseslavich comenzó una guerra contra sus hermanos Davydd, príncipe de Pólatsk y Roman, príncipe de Drutsk para expandir su territorio. En 1106, había participado en una incursión contra las tribus bálticas en Semigalia. En 1116, comenzó una guerra con Vladimir II del Principado de Kiev y quemó la ciudad de Slutsk hasta los cimientos. En represalia, Vladimir marchó hacia Minsk y puso un asedio de dos meses que al principio no tuvo éxito, pero Vladimir quería continuar el asedio después de la temporada de invierno. Gleb Vseslavich, al ver los preparativos para un largo asedio, envió enviados de paz al campo enemigo y aceptó un tratado de paz con la condición de buen comportamiento de su parte. Ignorando completamente el tratado de paz, Gleb reanudó sus hostilidades y en 1117 atacó a Smolensk. En represalia, Vladimir II envió a su hijo Mstislav a Minsk con un gran ejército. Asedió y tomó Minsk, y llevó a Gleb a Kiev como prisionero, donde murió en 1119.
Tras la muerte de Gleb Vseslavich, el principado de Minsk cayó bajo la influencia de Kiev. En 1146, el hijo de Gleb, Rostislav Glebovich recuperó el control de Minsk. Rostislav y sus descendientes pelearían guerras con los príncipes de Drutsk y Vitebsk. Este período vio crecer la relación del principado con el Gran Ducado de Lituania, y en 1164, el hermano de Rostislav, Volodar Glebovich, con la ayuda de los lituanos, ganó una importante batalla contra el Príncipe de Polotsk, que afirmó la independencia de los principados de Polotsk.
En el siglo XIII, la influencia de los príncipes lituanos creció y los príncipes de Minsk fueron prácticamente vasallos del Gran Ducado de Lituania. Minsk escapó de la invasión mongola de Rus en 1237-1239, sin embargo, en años posteriores fue atacada por invasores nómadas de la Horda de Oro, que devastó y vasalizó muchos principados al sur. Tratando de evitar el yugo tártaro, el Principado de Minsk buscó la protección de sus aliados lituanos y en 1242, Minsk fue anexionada pacíficamente por el Gran Ducado de Lituania. En 1249, un ejército combinado de Minsk y Lituania repelió una invasión tártaro-mongol.
La ciudad de Minsk supervisó los períodos de crecimiento y prosperidad durante el reinado de Lituania y muchos nobles locales disfrutaron de un alto rango en la sociedad del Gran Ducado. Por ejemplo, en 1326, Vasily, el entonces gobernante de Minsk, firmó un tratado entre el Gran Ducado de Lituania y la ciudad de Novgorod para el príncipe lituano Gediminas.
En 1413, cuando el Gran Ducado de Lituania y el Reino de Polonia firmaron la Unión de Horodło, el Principado de Minsk dejó de existir y la ciudad se convirtió en el centro de la recién creada Voivodato de Minsk.